# Алмашу-Маре (комуна)
Алмашу-Маре (рум. Almașu Mare) — комуна у повіті Алба в Румунії. До складу комуни входять такі села (дані про населення за 2002 рік):
- Алмашу-Маре (669 осіб) — адміністративний центр комуни
- Алмашу-де-Міжлок (220 осіб)
- Бредет (28 осіб)
- Глод (223 особи)
- Кейле-Чибулуй (45 осіб)
- Недештія (173 особи)
- Чиб (332 особи)

Комуна розташована на відстані 296 км на північний захід від Бухареста, 34 км на захід від Алба-Юлії, 83 км на південний захід від Клуж-Напоки.

## Населення
За даними перепису населення 2002 року у комуні проживали 1690 осіб.
Національний склад населення комуни:
| Національність | Кількість осіб | Відсоток |
| -------------- | -------------- | -------- |
| румуни         | 1664           | 98,5%    |
| цигани         | 23             | 1,4%     |
| угорці         | 3              | 0,2%     |

Рідною мовою назвали:
| Мова      | Кількість осіб | Відсоток |
| --------- | -------------- | -------- |
| румунська | 1688           | 99,9%    |
| угорська  | 2              | 0,1%     |

Склад населення комуни за віросповіданням:
| Релігія            | Кількість осіб | Відсоток |
| ------------------ | -------------- | -------- |
| православні        | 1571           | 93,0%    |
| п'ятдесятники      | 86             | 5,1%     |
| греко-католики     | 10             | 0,6%     |
| реформати          | 1              | 0,1%     |
| старообрядці       | 1              | 0,1%     |
| не вказали релігію | 1              | 0,1%     |